# Zukaufteil
Fertigende Unternehmen sind darauf angewiesen, die Bauteile und Baugruppen, aus denen ihre Produkte bestehen, entweder selbst zu fertigen oder von Zulieferunternehmen zu beziehen. Letztgenannte Teile bezeichnet man als Zukaufteile. Ist mit dem Bezug ein erheblicher zeitlicher Aufwand verbunden bezeichnet man derartige Objekte als Langläuferteile.
Oft ist der Zukauf von bestimmten Teilen billiger als die Eigenproduktion, da spezialisierte Komponenten-Zulieferer eine bessere Kostenstruktur durch höhere Stückzahlen oder effizientere Fertigungsabläufe erreichen.
Andererseits können durch Eigenfertigung die eigenen Produktionskapazitäten unter Umständen besser ausgelastet und Lieferzeiten verkürzt werden.
Deshalb ist es in vielen Unternehmen üblich, bestimmte Teile je nach Auslastungs- und Terminsituation in gewissen Fällen selbst zu fertigen und in anderen Fällen zuzukaufen. Damit ist die Notwendigkeit einer getrennten Materialbewertung zugekaufter und eigengefertigter Teile verbunden.